# Narodowy Instytut Kultury i Dziedzictwa Wsi
Narodowy Instytut Kultury i Dziedzictwa Wsi (NIKiDW) – państwowa instytucja kultury podległa Ministrowi Rolnictwa i Rozwoju Wsi. 

## Powstanie
Narodowy Instytut Kultury i Dziedzictwa Wsi powstał w wyniku połączenia z Centralną Biblioteką Rolniczą im. M. Oczapowskiego w Warszawie na podstawie Zarządzenia Ministra Rolnictwa i Rozwoju Wsi nr 76 z dnia 16 października 2019 roku.
Nawiązuje do tradycji Państwowego Instytutu Kultury Wsi utworzonego w 1936 roku i jest spadkobiercą Centralnej Biblioteki Rolniczej. Głównym zadaniem Instytutu jest dokumentowanie, popularyzowanie i poszerzanie wiedzy na temat kultury mieszkańców obszarów wiejskich. Misję tę realizuje poprzez upowszechnianie wiedzy o kulturze wsi, zachęcanie społeczności lokalnych do poznawania swojego dziedzictwa oraz pokazywanie mieszkańcom miast istoty i piękna tradycji.

## Historia posesji i budynku
Działka, na której obecnie stoi budynek Instytutu, od połowy XVI wieku należała do klasztoru bernardynów, którzy na sąsiedniej działce wybudowali kościół św. Anny. W 1603 roku klasztor został powiększony, obejmując teren działki. Nowe dwukondygnacyjne skrzydło, którego parter miał formę krużganków, służyło głównie za zajazd (zwany również hospicjum), przeważnie dla szlachty zjeżdżającej się do Warszawy na sejmy. W pierwszej połowie XVII wieku hospicjum zamieszkiwali również nuncjusze apostolscy. W drugiej połowie tego wieku na parterze hospicjum znajdowała się apteka klasztorna, a na I piętrze – mieszkania kleryków. W 1634 roku dobudowano do budynku bibliotekę i lektorium (istniejące do dziś). Podczas potopu szwedzkiego o kościół i klasztor toczyły się zażarte walki, Szwedzi bronili się w nich przed nacierającymi wojskami Jana Kazimierza. Mimo to budynki nie zostały zniszczone, jednak w 1657 roku zostały z premedytacją spalone. W 1783 roku wybudowano południowe przedłużenie zachodniego skrzydła konwentu, tworząc połączenie z sąsiednim pałacem Zamoyskich (obecnie w tym miejscu stoi Resursa Obywatelska). Nad bramą prowadzącą na dziedziniec utworzono kordegardę straży marszałkowskiej. W czasie insurekcji kościuszkowskiej była tu straż miejska. W latach 1795–1796 zorganizowano tu pruski odwach (wojskową komendę miasta). Do dziś starzy warszawiacy tak nazywają obecnie stojący tu budynek.
Na polecenie namiestnika Józefa Zajączka w 1820 roku podjęto przebudowę fasady odwachu od strony Krakowskiego Przedmieścia. Projekt stworzył Piotr Aigner. Zgodnie z tym projektem przed istniejącą fasadą wybudowano dwupiętrową kolumnadę arkadową, wyrównując pierzeję. Koncepcję tę wzorowano na Teatrze Marcellusa w Rzymie. Wojsko rosyjskie zajmowało ten budynek do 1861 roku. W 1864 roku klasztor – w ramach represji popowstaniowych – został zlikwidowany przez władze carskie. Działki wokół klasztoru zostały rozparcelowane i wystawione na sprzedaż. W 1866 roku zachodnie skrzydło byłego odwachu przejął magistrat Warszawy, który wydzierżawił je na 15 lat Towarzystwu Zachęty Sztuk Pięknych, a parter – Janowi Blochowi na sklepy. Arkady oszklono. W 1881 roku Komitet Muzeum Przemysłu i Rolnictwa odkupił budynek pobernardyński od rządu rosyjskiego. W latach 1881–1884 wykonano gruntowną przebudowę budynku, w ramach której uzyskał on kształt litery „T”, ze skrzydłem odchodzącym od przyulicznego frontonu. Urządzono tu Muzeum Przemysłu i Rolnictwa. Już w 1876 roku uruchomiono tu pracownię chemiczną, która działała aż do 1939 roku. Powstały tu: biblioteka, Stacja Oceny Nasion, Stacja Centralna Meteorologiczna. Oraz Pracownia Fizyczna. W jednostkach tych prowadzono ważne prace badawcze. Muzeum było również organizatorem wielu istotnych wystaw, będących wtedy motorem postępu. Intensywnie realizowano działalność popularyzacji wiedzy. W latach 1899–1930 Pracownia Fizyczna zorganizowała 10 tysięcy pokazów, w których wzięło udział ok. 172 tysiące osób. W Pracowniach Chemicznej i Fizycznej pracowała m.in. Maria Skłodowska-Curie.
Gmach muzeum został zbombardowany i spalony we wrześniu 1939 roku. W czasie powstania warszawskiego został ponownie spalony, w wyniku czego utracono ok. 10 tysięcy eksponatów. Po odbudowie w latach 1945–1947 pod kierunkiem Beaty Trylińskiej Muzeum wznowiło działalność, jednak w 1951 roku zostało zlikwidowane[2].
Kolejnym właścicielem budynku został w 1952 roku Centralny Instytut Rolniczy. Wkrótce skoncentrowano tu księgozbiory kilku bibliotek rolniczych i w 1955 roku powołano Centralną Bibliotekę Rolniczą (CBR powołano uchwałą Rady Ministrów z 12 listopada 1955 roku, natomiast statut określający jej zadania nadano 30 grudnia 1955 roku). 

## Działalność
Zgodnie ze statutem do zadań Instytutu należy:
1. badanie, popularyzowanie, dokumentowanie i poszerzanie wiedzy na temat kultury mieszkańców obszarów wiejskich, w tym gromadzenie, ewidencjonowanie, przechowywanie, digitalizacja, opracowywanie, udostępnianie i zabezpieczanie materiałów i ich kopii, dotyczących kultury mieszkańców obszarów wiejskich;
2. współpraca z muzeami, jednostkami samorządu terytorialnego, podmiotami tworzącymi system szkolnictwa wyższego i nauki, szkołami rolniczymi prowadzonymi i nadzorowanymi przez Ministra, a także z innymi organizacjami, instytucjami oraz jednostkami, których zakres działania obejmuje problematykę obszarów wiejskich;
3. popularyzacja dorobku naukowego w zakresie badań nad kulturą mieszkańców obszarów wiejskich w Polsce i za granicą;
4. inicjowanie, prowadzenie oraz wspieranie projektów naukowo-badawczych, edukacyjnych i akcji społecznych, które dotyczą kultury mieszkańców obszarów wiejskich, a także upowszechnianie ich wyników;
5. wspieranie tradycyjnej kultury ludowej i odrębności regionalnych;
6. kształtowanie postaw patriotycznych wśród mieszkańców obszarów wiejskich;
7. opracowywanie ekspertyz na zlecenie Ministra w zakresie obszarów wiejskich;
8. zachowanie dziedzictwa narodowego wsi oraz dziedzictwa przyrodniczego, w tym tradycyjnych odmian i gatunków roślin uprawnych;
9. gromadzenie i udostępnianie specjalistycznego księgozbioru dotyczącego wsi i rolnictwa w ramach biblioteki wchodzącej w skład Instytutu;
10. przechowywanie i udostępnianie księgozbioru należącego do Narodowego Zasobu Bibliotecznego;
11. tworzenie własnych baz danych i systemów informacji, także we współpracy z innymi podmiotami.

## Kierownictwo[1]
- Elżbieta Osińska-Kassa – p.o. dyrektora od maja 2024; zastępca Dyrektora od 1 marca 2024[2]
- Nina Sapa – zastępca Dyrektora od 8 maja 2024[3]

## Dotychczasowi dyrektorzy
- Karol Krajewski (2019–2021)
- Katarzyna Saks (2021–2024)